# Sørlandets football liga 2006
La Sørlandets football liga 2006 è stata la 3ª e ultima edizione dell'omonimo torneo di football americano di primo livello, indipendente dalla NAIF.

## Squadre partecipanti
| Club             | Città        | Stadio | Sponsor ufficiale | Risultato nella stagione 2005 |
| ---------------- | ------------ | ------ | ----------------- | ----------------------------- |
| Arendal Panthers | Arendal      |        |                   |                               |
| Arendal Wildcats | Arendal      |        |                   |                               |
| Ganddal Giants   | Sandnes      |        |                   |                               |
| Otra Raiders     | Kristiansand |        |                   |                               |
| Søgne Stallions  | Søgne        |        |                   |                               |
| Stavanger Eagles | Stavanger    |        |                   |                               |

## Stagione regolare

### Calendario
Dati incompleti

#### 1ª giornata
| Stavanger 26 marzo 2006 | Ganddal Giants | 37 – 0 referto | Stavanger Eagles |  |

#### 2ª giornata
| Arendal 1º aprile 2006 | Arendal Panthers | 7 – 16 referto | Søgne Stallions |  |

| Arendal 1º aprile 2006 | Arendal Wildcats | 6 – 0 | Otra Raiders |  |

#### 3ª giornata
| Sandnes 8 aprile 2006 | Otra Raiders | 0 – 28 referto | Ganddal Giants |  |

| Sandnes 8 aprile 2006 | Søgne Stallions | 6 – 10 | Stavanger Eagles |  |

#### 4ª giornata
| Sandnes 22 aprile 2006 | Arendal Wildcats | 6 – 6 (d.t.s.) referto | Ganddal Giants |  |

| Sandnes 22 aprile 2006 | Stavanger Eagles | 19 – 14 | Arendal Panthers |  |

#### 5ª giornata
| Søgne 28 aprile 2006 | Otra Raiders | ? – ? | Arendal Wildcats |  |

| Søgne 28 aprile 2006 | Søgne Stallions | ? – ? | Arendal Panthers |  |

#### 6ª giornata
| Søgne 6 maggio 2006 | Otra Raiders | ? – ? | Ganddal Giants |  |

| Søgne 6 maggio 2006 | Søgne Stallions | ? – ? | Stavanger Eagles |  |

#### 7ª giornata
| Søgne 13 maggio 2006 | Ganddal Giants | ? – ? | Arendal Wildcats |  |

| Søgne 13 maggio 2006 | Arendal Panthers | ? – ? | Stavanger Eagles |  |

| Søgne 13 maggio 2006 | Søgne Stallions | ? – ? | Otra Raiders |  |

### Classifica
La classifica della stagione regolare è la seguente:
- PCT = percentuale di vittorie, G = partite giocate, V = partite vinte,  P = partite perse, PF = punti fatti, PS = punti subiti

| Pos. | Squadra          | PCT   | G | V | N | P | PF | PS |
| ---- | ---------------- | ----- | - | - | - | - | -- | -- |
| 1    | Arendal Wildcats | 1.000 | 2 | 2 | 0 | 0 | 12 | 6  |
| 2    | Ganddal Giants   | .667  | 3 | 2 | 0 | 1 | 71 | 6  |
| 3    | Stavanger Eagles | .667  | 3 | 2 | 0 | 1 | 29 | 57 |
| 4    | Søgne Stallions  | .500  | 2 | 1 | 0 | 1 | 22 | 17 |
| 5    | Arendal Panthers | .000  | 2 | 0 | 0 | 2 | 21 | 35 |
| 6    | Otra Raiders     | .000  | 2 | 0 | 0 | 2 | 0  | 34 |

Dati incompleti.

## Finali

### Finale 5º - 6º posto
| Søgne 20 maggio 2006 | TBD | ? – ? | TBD |  |

### Finale 3º - 4º posto
| Søgne 20 maggio 2006 | TBD | ? – ? | TBD |  |

### Finale
| Søgne 20 maggio 2006 | TBD | ? – ? | TBD |  |

## Verdetti
- Ganddal Giants Campioni della Sørlandets football liga 2006